# Bryobia tiliae
Bryobia tiliae är en spindeldjursart som beskrevs av Bagdasarian 1957. Bryobia tiliae ingår i släktet Bryobia och familjen Tetranychidae. Inga underarter finns listade.